# Région de Nara
La région de Nara, 14e région administrative du Mali, issue du démembrement de la région de Koulikoro, est une circonscription administrative et une collectivité territoriale, résultant de la loi 2012-017 du 2 mars 2012 et de la loi 2023-006 du 13 mars 2023. Elle a pour chef-lieu, la ville de Nara.

## Géographie
Située au sud-ouest du pays, elle s'étend sur 31 250 km2 soit 2,50 % du territoire national. La région de Nara est limitrophe de trois régions maliennes et frontalière de la Mauritanie au nord. Son relief est constitué d'une vaste plaine sablonneuse au climat sahélien, avec une pluviométrie annuelle comprise entre 200 et 600 mm.
| Hodh El Gharbi | Hodh El Chargui | Hodh El Chargui |
| Nioros         | Nara            | Ségous          |
| Koulikoro      | Koulikoro       | Ségous          |

### Hydrographie
La région est située dans sa majeure partie dans le bassin versant du fleuve Sénégal. La région ne dispose pas de cours d'eau courante, mais d'un nombre important de mares : 717. Elles retiennent l'eau de pluie entre 3 et 10 mois et sont utilisées pour abreuver le bétail, le maraîchage et la pisciculture traditionnelle.

## Histoire
La région est instaurée en 2012, confirmée en mars 2023 par la loi 2023-006 subdivisant le Mali en 19 régions et un district correspondant à la capitale. Le cercle de Nara est soustrait de la région de Koulikoro pour former la nouvelle région de Nara.

## Administration
La région est composée de 6 cercles, divisés en 12 arrondissements, 14 communes, 286 villages, fractions et quartiers VFQ. Le code à deux chiffres attribué à la région est le 14 (loi 2023-007), les cercles sont codifiés selon l'ordre chronologique par la loi 2023-002 du 13 mars 2023.
| Code | Cercles            | Arrondissements | Communes |
| ---- | ------------------ | --------------- | -------- |
| 1401 | Cercle de Nara     | 2               | 3        |
| 1402 | Cercle de Ballé    | 2               | 3        |
| 1403 | Cercle de Dilly    | 2               | 2        |
| 1404 | Cercle de Mourdiah | 2               | 2        |
| 1405 | Cercle de Guiré    | 2               | 2        |
| 1406 | Cercle de Fallou   | 2               | 2        |

## Population
Lors du recensement général de la population réalisé en 2022, la population régionale est relevée à 307 777 habitants. Les principaux groupes éthniques sont : les Soninkés, les Bambara, les Peulh et les Maures.

## Gouverneurs
- 2021 : Amara Doumbia